# Maharees
Maharees is een plaats in het Ierse graafschap County Kerry.